# مسجد الصواوين
مسجد الصواوين، يسمى أيضا جامع الجورة، ومسجد الشيخ عيسى، أحد أهمّ معالم مدينة صفد في الداخل الفلسطينيّ، والذي لم يعد مستخدمًا في أيّامنا لتعرضه للهدم، ولم يبقَ منه سوى مئذنته.

## التسمية
يسمى مسجد الصواوين لبنائه في محلة الصواوين زمن العثمانيين والمعروفة اليوم باسم صفد الواقعة في منطقة الجليل الأعلى في شمال الداخل الفلسطينيّ، وقد أخبر عنه أوليا جلبيابن بعد زيارة البلاد واستكشاف معالمها، أو مسجد الشيخ عيسى على اسم الشيخ الذي أمّ المسجد بعد إنشائه، وقد دفن في ساحته. يطلق عليه اسم "جامع السويقة" أيضًا، وجامع "الجورة".

## المكان
يقع مسجد الصواوين في شمال شرق حارة الصواوين أحد أهم الأحياء العثمانية في المدينة. زار الرحالة التركي أوليا جلبي المسجد عام 1648م.
يقول المؤرخ مصطفى عباسي أن المسجد قد اكتسب شهرة إضافية بسبب وجوده في الحيّ الذي ترعرع فيه محمود عباس رئيس السلطة الفلسطينية وأسرته قبل تهجيرهم من المدينة.
احتلت المنطقة عام 1948م، وهدم المسجد لشقّ طريق مكانه، ولم يبقَ منه اليوم سوى مئذنته.

## مبنى المسجد
مسجد مبنيّ على الطراز العثمانيّ، بلغ ارتفاعه ستة أمتار، ومساحته ما يقارب دونمين، كانت بوابته الرئيسية قائمة في السور الشرقيّ يدخل الزائر منها للصحن الفسيح المطلّ على غرف التدريس التي أنشأت داخل المسجد، وداخل الصحن باب يؤدّي إلى داخل المسجد. للمسجد أيضًا مئذنة لم تهدم حتى اليوم، وبقيت شاهدة على تاريخ هذا المسجد.